# Мортелл, Джек
Джек Мортелл (англ. Jack Mortell; род. 1955 года в Эванстоне, штат Иллинойс, США,) — американский конькобежец, специализировался в шорт-треке и конькобежном спорте. Чемпион мира по шорт-треку 1976 года, серебряный и бронзовый призёр чемпионата мира. 

## Спортивная карьера
Джек Мортелл, выросший в Эванстоне проводил зимы, катаясь на коньках на замёрзших прудах, парках и катке, расположенном рядом с домом. Однажды катаясь на фигурных белых коньках он получил возможность использовать скоростные коньки. Он соревновался и побеждал в общегородских соревнованиях по скоростному катанию, пока в 1974 году его не пригласили в клуб скоростного катания Пирса в Чикаго. 
В 1976 году он перешёл в шорт-трек, где он участвовал на первом неофициальном  чемпионате мира в Шампейне и выиграл бронзу на дистанции 1500 м и в суперфинале на 3000 м, а также серебро в эстафете на 3000 м и золото в эстафете на 5000 м. С 1976 по 1983 года он принимал пять раз участие на мировых чемпионатах в эстафетной команде. В то время он работал в пожарной бригаде и платил ипотеку. Также выиграл два национальных чемпионата по шорт-треку и чемпионат Северной Америки по скоростному катанию в масс-старте. Он установил семь национальных рекордов. В 1986 году он завершил карьеру спортсмена.

## Тренерская работа
Уже в качестве тренера Олимпийской сборной США он в 1992 году участвовал на Олимпийских играх в Альбервилле, где его спортсменка Кэти Тёрнер выиграла золотую медаль на 500 м и стала первой женщиной, выигравшей Олимпийскую медаль в шорт-треке, затем девушки из США выиграли серебряную медаль в эстафете, первую для Америки. В 1994 году покинул пост координатора шорт-трека, но скоро вернулся в качестве члена совета директоров. Джек был лидером национальной команды ещё в 1994, 2002 и 2010 годах, работал стюардом соревновании ISU, служил техническим директором, советником различных соревновании. В 2001 году получил диплом Международного Олимпийского комитета от президента МОК Хуана Антонио Самаранча, признав его “за выдающийся вклад, как волонтера, в развитие спорта и олимпизма” В 2011 году его наняла компания "Ice Derby" в лице президента До Чжон Хена для организации мероприятии в скоростном и фигурном катании.

## Награды
- 2001 год - награждён дипломом МОК
- 19 апреля 2008 года — введён в Национальный зал Славы конькобежного спорта Вифлеема, Пенсильвания.